# Hemiblossia termitophila
Hemiblossia termitophila är en spindeldjursart som beskrevs av Kraepelin 1899. Hemiblossia termitophila ingår i släktet Hemiblossia och familjen Daesiidae. Inga underarter finns listade i Catalogue of Life.